# 도가니 (영화)
《도가니》는 2011년 대한민국 영화로 2000년부터 2005년까지 5년간 광주인화학교에서 일어난 청각장애 아동을 대상으로 교장을 비롯한 교직원들이 저지른 성폭행 사건을 바탕으로 쓴 공지영의 소설 도가니를 바탕으로 제작된 영화다.
영화 개봉 이후 실제 배경이 된 광주인화학교는 폐교를 맞았고, 영화의 영향으로 '성폭력 범죄의 처벌 등에 관한 특례법 개정안'이 2011년 10월 28일 통과하고 '도가니법'이라는 별칭이 붙게 됐다.

## 줄거리
강인호는 기간제 교사로 일하게 되어 전라북도의 영화 속의 도시 무진으로 내려가게 된다. 그는 청각장애아들을 가르치기로 했지만 부임 첫 날부터 심상치 않은 예감을 받게 된다. 바로 학교와 기숙사에서, 학생들에게 끔찍한 구타와 성폭행, 성추행이 오랫동안 빈번하게 자행되어왔던 것이다. 강인호는 대학 선배이자 무진인권운동센터 간사인 서유진, 최요한 목사 그리고 연두 어머니 등과 함께 사건의 실체를 파헤치고 이를 세상에 알리려고 한다.

## 캐스팅
- 공유 - 강인호 역
- 정유미 - 서유진 역
- 김현수 - 김연두 역
- 정인서 - 진유리 역
- 백승환 - 전민수 역
- 장광 - 교장형제 역
- 김민상 - 박보현 역
- 임현성 - 영훈 역
- 김주령 - 윤자애 역
- 엄효섭 - 장형사 역
- 김지영 - 인호의 어머니 역
- 전국환 - 황변호사 역
- 최진호 - 검사 역
- 권유진 - 판사 역
- 박혜진 - 교장의 부인 역
- 김지영 - 솔이 역
- 엄지성 - 영수 역
- 이상희 - 정비소 사장 역
- 남명렬 - 김정우 교수 역
- 장소연 - 수화통역사 역
- 홍석연 - 수위 역
- 정형석 - 출판사사무실 직원 역

## 개봉
도가니는 2011년 9월 22일 개봉되었으며, 개봉 직전 3일간의 유료 시사회만도 8만 여 명의 관객이 몰리며 이미 박스 오피스 5위를 차지했다. 그리고 개봉 첫 날에만 12만 여 명의 관객이 몰리면서 일일 박스 오피스 1위를 차지했다. 이후 개봉 5일 만에 100만 관객을, 개봉 10일 만에 200만 관객을, 개봉 13일 만에 300만 관객을, 개봉 20일 만에 400만 관객을 돌파, 3주 연속 박스 오피스 1위를 기록하며 빠른 흥행세를 보였다.

## 재심의
한편 청소년 관람불가 등급인 도가니를 사회 교육적 측면에서 청소년들에게도 영화를 볼 수 있게 하기 위해 재편집한 '도가니 확장판'으로 재심의를 요청했지만 다시 청소년 관람불가 판정을 받았다.

## 개봉 이후
본 영화에서 다룬 사건의 영향을 받아 일명 '도가니법'이 만들어졌다. 도가니법은 2011년 11월 17일부터 장애인과 13세 미만의 아동을 성폭행했을 경우 7년, 10년에서 무기징역까지 형량을 높였으며 공소시효도 폐지되는 법이다.
다만 피해자가 입증해야 하며, 항거불능의 요건도 삭제하고, 장애인 보호ㆍ교육 시설의 직원이 장애인을 성폭행하면 법정형의 2분의 1까지 형이 가중된다.

## 수상
- 제32회 청룡영화상 음악상[9]

## 같이 보기
- 도가니 (소설)
- 광주인화학교